# Draven
Draven är en sjö i Gislaveds kommun och Värnamo kommun i Småland och ingår i Lagans huvudavrinningsområde. Sjön har en area på 0,0296 kvadratkilometer och ligger 144 meter över havet. Draven ligger i Dravens naturreservat och i Draven Natura 2000-område.

## Restaurering
Efter sjösänkningar under 1800-talet och 1900-talet började sjön växa igen. För att återskapa miljön för de många fågelarter som levde i sjön genomfördes en restaurering under 1990-talet. En vall längs den södra änden av sjön byggdes för att höja vattennivån och den igenväxta marken röjdes. 1994 invigdes den restaurerade sjön och idag finns en vandringsled runt hela sjön. Längs med denna finns två fågeltorn, ett vindskydd och flera utkiksplatser.

## Delavrinningsområde
Draven ingår i det delavrinningsområde (633906-136976) som SMHI kallar för Utloppet av Draven. Avrinningsområdets medelhöjd är 150 meter över havet och ytan är 6,96 kvadratkilometer. Räknas de 9 delavrinningsområdena uppströms in blir den ackumulerade arean 88,4 kvadratkilometer. Lillån som avvattnar avrinningsområdet har biflödesordning 3, vilket innebär att vattnet flödar genom totalt 3 vattendrag innan det når havet efter 153 kilometer. Delavrinningsområdet består mestadels av skog (14 procent), öppen mark (13 procent), jordbruk (38 procent) och sankmarker (35 procent).